# Campeonato Mundial de Ciclismo BMX de 2005
El X Campeonato Mundial de Ciclismo BMX se celebró en París (Francia) entre el 29 y el 31 de julio de 2005 bajo la organización de la Unión Ciclista Internacional (UCI) y la Federación Francesa de Ciclismo.

## Resultados

### Masculino
| Evento  | Oro                               | Plata                      | Bronce                         |
| ------- | --------------------------------- | -------------------------- | ------------------------------ |
| Carrera | Burlin Harris Estados Unidos      | Michael Day Estados Unidos | Robert de Wilde · Países Bajos |
| Cruiser | Randy Stumpfhauser Estados Unidos | Kelvin Batey Reino Unido   | Bjorn Wijnants · Bélgica       |

### Femenino
| Evento  | Oro                        | Plata                 | Bronce                        |
| ------- | -------------------------- | --------------------- | ----------------------------- |
| Carrera | Willy Kanis · Países Bajos | Renee Junga Australia | Laëtitia Le Corguillé Francia |

## Medallero
| Núm. | País           | Oro | Plata | Bronce | Total |
| ---- | -------------- | --- | ----- | ------ | ----- |
| 1    | Estados Unidos | 2   | 1     | 0      | 3     |
| 2    | Países Bajos   | 1   | 0     | 1      | 2     |
| 3    | Australia      | 0   | 1     | 0      | 1     |
| 3    | Reino Unido    | 0   | 1     | 0      | 1     |
| 5    | Bélgica        | 0   | 0     | 1      | 1     |
| 5    | Francia        | 0   | 0     | 1      | 1     |
|      | TOTAL          | 3   | 3     | 3      | 9     |